# Cerodontha laetifica
Cerodontha laetifica är en tvåvingeart som beskrevs av Spencer 1966. Cerodontha laetifica ingår i släktet Cerodontha och familjen minerarflugor. Inga underarter finns listade i Catalogue of Life.